# الحكومة الإماراتية (1979)
حكومة دولة الإمارات العربية المتحدة (1979)، هي الحكومة الرابعة في تاريخ دولة الإمارات منذ قيام الاتحاد عام 1971، والرابعة التي يشكلها الشيخ مكتوم بن راشد آل مكتوم بعد اعتماد الشيخ زايد بن سلطان آل نهيان.

## أعضاء مجلس الوزارء
1. الشيخ راشد بن سعيد آل مكتوم، رئيس مجلس الوزراء
2. الشيخ مكتوم بن راشد آل مكتوم، نائب رئيس مجلس الوزراء
3. الشيخ حمدان بن محمد آل نهيان، نائب لرئيس مجلس الوزراء
4. الشيخ مبارك بن محمد آل نهيان، وزير الداخلية
5. الشيخ حمدان بن راشد آل مكتوم، وزير المالية والصناعة
6. الشيخ محمد بن راشد آل مكتوم، وزير الدفاع
7. أحمد خليفة السويدي، وزير الخارجية
8. مانع سعيد العتيبة، وزير النفط والثروة المعدنية
9. الشيخ سلطان بن أحمد المعلا، وزير الاقتصاد والتجارة
10. أحمد بن حامد، وزير الإعلام والثقافة
11. محمد سعيد الملا، وزير المواصلات
12. حموده بن علي، وزير الدولة للشؤون الداخلية
13. محمد خليفة الكندي، وزير الأشغال العامة
14. سعيد عبد الله سلمان، وزير التربية والتعليم والشباب
15. أحمد بن سلطان القاسمي، وزير الدولة
16. سعيد غباش، وزير التخطيط
17. سعيد الغيث، وزير الدولة لشؤون مجلس الوزراء
18. عبدالعزيز بن حميد القاسمي، وزير الدولة لشئون المجلس الأعلى
19. محمد عبدالرحمن البكر، وزير العدل والشؤون الإسلامية والأوقاف
20. سعيد الرقباني، وزير الزراعة والثروة السمكية
21. راشد عبد الله، وزير الدولة للشؤون الخارجية
22. حميد ناصر العويس، وزير الكهرباء والماء
23. سيف الجروان، وزير للعمل والشؤون الاجتماعية
24. حمد عبد الرحمن المدفع، وزير الصحة·

## التعديلات الوزارية
أجري على هذه الحكومة أربع تعديلات:
- التعديل الأول تعيين الوزراء سيف على الجروان وزيرا للاقتصاد والتجارة وفرج فاضل المزروعي وزيرا للتربية والتعليم وخلفان الرومي وزيرا للعمل والشؤون الاجتماعية وعبد الله حميد المزروعي وزيرا للعدل ومحمد بن أحمد بن حسن الخزرجي وزيرا للعدل والشؤون الإسلامية والأوقاف وأحمد حميد الطاير وزير الدولة لشؤون المالية والصناعة وحميد بن أحمد المعلا وزيرا للتخطيط.
- التعديل الثاني تعيين سعيد أحمد غباش وزيرا للدولة لشؤون المجلس الأعلى
- التعديل الثالث دمج وزارتي العدل والشؤون الإسلامية والأوقاف في وزارة واحدة
- التعديل الرابع تعيين أحمد بن محمد بن حسن الخزرجي وزيرا للعدل والشؤون الإسلامية والأوقاف.